# Observatori d'Ondřejov
L'observatori d'Ondřejov (Observatoř Ondřejov) és un observatori astronòmic. El més important de l'Institut Astronòmic (Astronomický ústav) de l'Acadèmia de Ciències de la República Txeca. Està situat, a 500 metres d'altitud, prop del barri d'Ondřejov, a Praga.
Va ser construït el 1898 per l'astrònom afeccionat Josef Jan Frič com a observatori privat el qual el va donar a l'estat Txec (el 1928) amb motiu del desè aniversari de la independència del país.
Entre altres fites científiques aquest observatori ha descobert nombrosos asteroides.